# Koalice dopravních odborových svazů
Koalice dopravních odborových svazů (zkráceně KDOS) je vlastní označení české skupiny odborových svazů sdružujících zaměstnance v dopravě. 

## Historie
Termín se objevoval nejméně od roku 2009, a to v souvislosti s dopisem premiérovi Petru Nečasovi kvůli plánovaným změnám v dopravní legislativě. Na konci roku 2009 podpořila vyhlášenou stávku zaměstnanců pražského dopravního podniku.
V březnu 2010 bývalý předák železničářských odborů Jaromír Dušek, který stále vystupoval i jako zástupce KDOS, ve své kritice poměrů na železnici v rozhovoru s redaktorem Lidových novin prohlásil, že vedení Českých drah je ovládáno homosexuály. Jeho výroky rozhořčily i tehdejšího premiéra Jana Fischera, který požádal, aby se od něj KDOS distancovala. Ta to učinila a Dušek ji přestal zastupovat.

### Rok 2011
KDOS sdružovalo 13 odborových subjektů (stav k červnu 2011):
1. Odborový svaz dopravy (OSD)
2. Odborové sdružení železničářů (OSŽ)
3. Federace strojvůdců České republiky (FS ČR)
4. Odborový svaz pracovníků dopravy, silničního hospodářství a autoopravárenství Čech a Moravy (OS DOSIA)
5. Odborové sdružení základních organizací Dopravního podniku Hl. m. Prahy, a. s. – Autobusy (OSZO DP-A)
6. Svaz Odborářů Služeb a Dopravy (SOSaD)
7. Federace vlakových čet
8. Odborové sdružení pracovníků elektrických drah a autobusové dopravy
9. Federace železničářů ČR (FZ ČR)
10. Federace vozmistrů
11. Unie železničních zaměstnanců
12. Cech strojvůdců ČR
13. Demokratická unie odborářů (DUO)

V roce 2011 koalice zintenzivnila svou činnost, když několikrát vystoupila proti politice Nečasovy vlády. Koalice organizovala celostátní stávku v dopravě proti vládním reformám na 16. června 2011. Pod prohlášení ke stávce (původně měla být 13. června) se navíc podepsalo ještě 11 dalších regionálních, místních a závodních odborových organizací.[zdroj?]